# Freisinger Bischofskonferenz

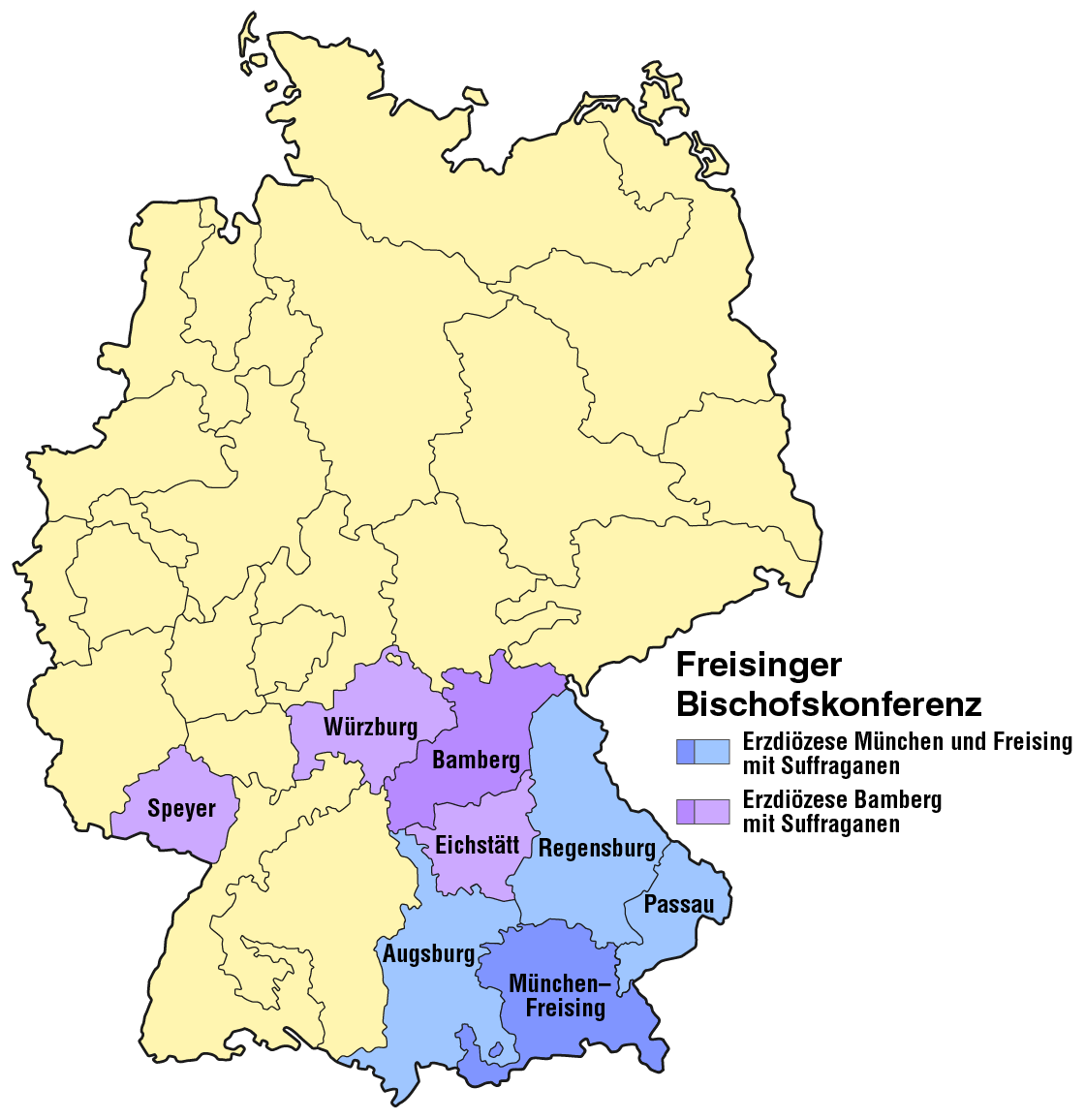
Freisinger Bischofskonferenz

In der Freisinger Bischofskonferenz, historisch auch als Bayerische Bischofskonferenz bezeichnet, sind die Bischöfe der südbayerischen Erzdiözese München und Freising mit den Suffraganen Regensburg, Passau und Augsburg sowie die fränkische Erzdiözese Bamberg mit den Suffraganen Würzburg, Eichstätt und Speyer vertreten. 
Die Freisinger Bischofskonferenz hat die Aufgabe, gemeinsame pastorale Aufgaben zu fördern und die kirchliche Arbeit zu koordinieren. Anders als die heutige Deutsche Bischofskonferenz hat die Freisinger Bischofskonferenz keine Entscheidungsbefugnis. Sie vereinigt die Bischöfe des früheren bayerischen Staatsgebiets und ist damit (wie auch die Bischofskonferenzen im Vereinigten Königreich, die sich auf England und Wales, Schottland und Irland aufteilen) ein Sonderfall, da ansonsten Bischofskonferenzen nur auf der Ebene bestehender Staaten oder Staatengruppen existieren.

## Sprengel und Vorsitz
Das Territorium der Diözese Speyer ist zwar heute Teil der Bundesländer Rheinland-Pfalz und Saarland, die Grenzen der Kirchenprovinz Bamberg sind jedoch – mit der Ausnahme der Abtretung von thüringischen Gebieten des Bistums Würzburg an das Bistum Erfurt – seit 1920/1945 unverändert. So gelten für die Bestellung des Bischofs von Speyer auch heute noch die Regularien des Bayerischen Konkordates.
Vorsitzender der Freisinger Bischofskonferenz ist der Erzbischof von München und Freising (seit 2008 Erzbischof Reinhard Kardinal Marx), Stellvertreter ist der Metropolit der nordbayerischen Kirchenprovinz Bamberg.

## Geschichte
Die Bischöfe der bayerischen Diözesen trafen sich erstmals 1848 und in den Folgejahren zunächst unregelmäßig zu Konferenzen in Freising. Seit 1867 finden die Konferenzen regelmäßig zweimal jährlich auf dem Freisinger Domberg statt.
Zwischen 1873 und 1933 nahm der bayerische Episkopat nicht mehr an den Sitzungen der Fuldaer Bischofskonferenz teil. Den Anlass ihres Ausscherens gab ein Beschluss der preußischen Bischöfe zu „ungeteilter Einigkeit des Handelns und Leidens“ angesichts des Kulturkampfes in Preußen. Demzufolge waren die Absprachen in der Fuldaer Bischofskonferenz fortan für die einzelnen Bischöfe zumindest moralisch verpflichtend.